# Росопасови
Росопасови (Fumariaceae) е семейство покритосеменни растения, разпространени главно в умерените зони на Северното полукълбо с няколко рода в Южна Африка. Повечето са тревисти растения, както едногодишни, така и многогодишни, като някои видове са лиани. Всички съдържат алкалоиди, но в по-малко количество от видовете от семейство Макови (Papaveraceae)
В класификациите на Групата по филогения на покритосеменните от 1993 и 2001 Росопасови се разглеждат като опционално, като по принцип представителите му се включват в семейство Макови.
Някои видове лисичина (Corydalis) и дамско сърце (Dicentra) се отглеждат като декоративни цветя. Обикновеният росопас (Fumaria officinalis) се използва за медицински цели.

## Родове
- Adlumia
- Capnoides
- Ceratocapnos
- Corydalis – Лисичина
- Cryptocapnos
- Cysticapnos
- Dactylicapnos
- Dicentra – Дамско сърце
- Discocapnos
- Fumaria – Росопас
- Platycapnos
- Pseudofumaria
- Rupicapnos
- Sarcocapnos
- Trigonocapnos